# Eflorescencia (química)

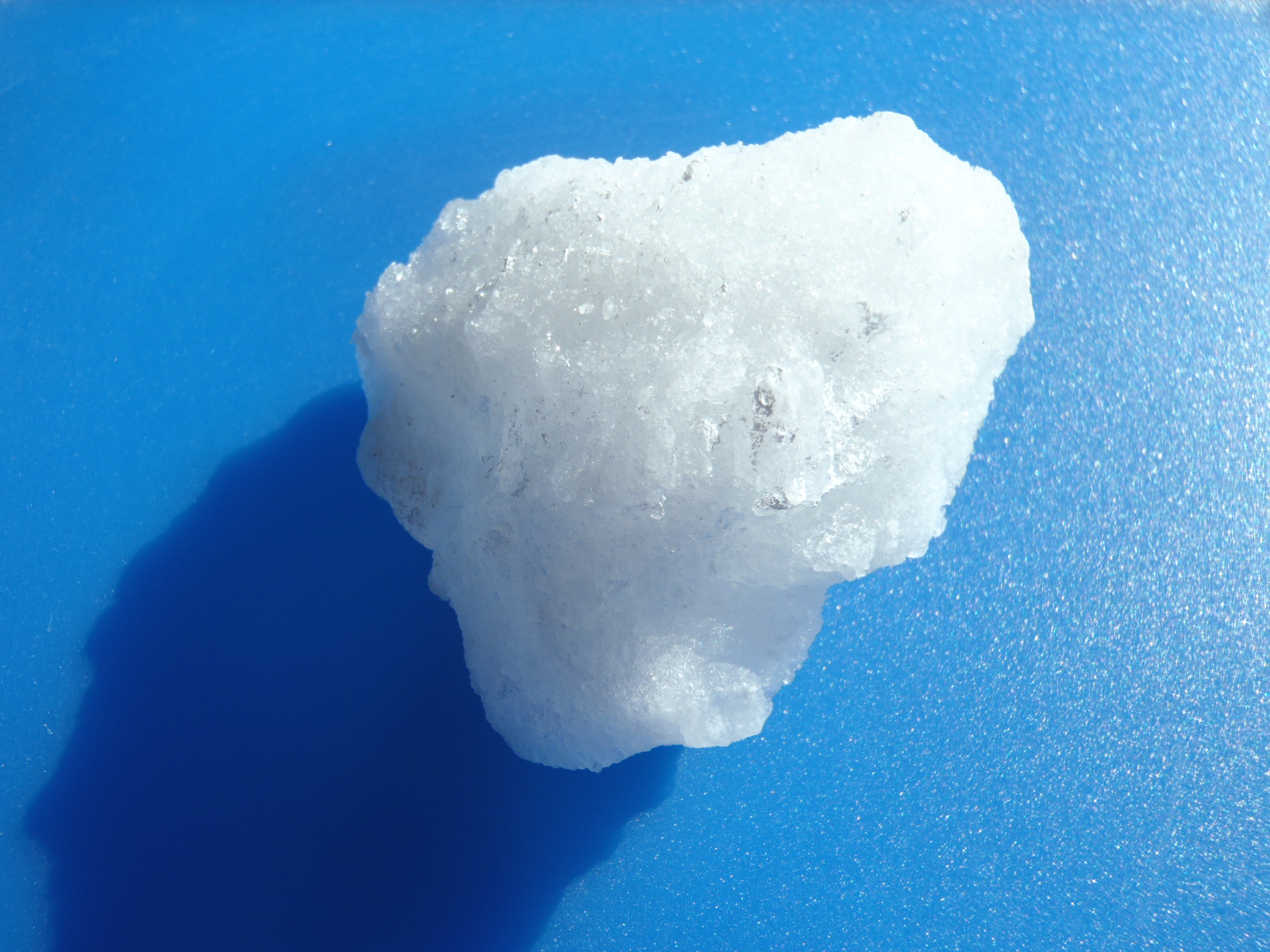
Sal de Glauber (. 12). Cuando se expone al aire seco rápidamente se deshidrata y transforma en sulfato de sodio anhidro.

La eflorescencia (del latín efflorescens, -entis 'eflorescente') es una propiedad que presentan algunas sustancias químicas por la cual una sal hidratada pierde aguapudiendo llegar a convertirse en un material pulverulento. Esta situación se da en aquellas sustancias químicas que contienen agua de hidratación, pero con una presión de vapor mayor que la presión de vapor del agua en la atmósfera, a la temperatura ambiente. En ellas, durante el proceso de eflorescencia, la estructura cristalina sufre un cambio en su ordenación, formándose microcristales que le confieren un aspecto pulverulento. Esta propiedad química se contrapone a la delicuescencia, un caso extremo de higroscopicidad en que las sustancias químicas sólidas absorben agua de la humedad del aire hasta llegar a formar disoluciones.
Algunos ejemplos de sustancias eflorescentes son:
- El  sulfato hidratado de calcio o yeso (CaSO4·2H2O) en un entorno suficientemente seco cede su agua de hidratación, convirtiéndose en la forma anhidra, también conocida como anhidrita, CaSO4.

- El sulfato de cobre (II) (CuSO4.5H2O) es un sólido cristalino azul que, cuando se expone al aire, pierde lentamente el agua de cristalización de su superficie para formar una capa blanca de sulfato de cobre (II) anhidro.

- El carbonato de sodio decahidratado (Na2CO3.10H2O) perderá agua cuando se exponga al aire.